# Kleegraben (Faule Renne)
Der Kleegraben ist der Entwässerungsgraben des Stadtteils Nordwest im Stadtgebiet von Magdeburg. Er mündet unterirdisch der Kritzmannstraße in die Faule Renne an der Ecke Am Neustädter Feld.